# Anthony Corleone
Anthony Corleone es un personaje ficticio secundario de la novela El padrino, del escritor estadounidense Mario Puzo. El personaje también ha aparecido en el cine en dos de las tres películas de la trilogía de El padrino y en la serie televisiva The Godfather Saga, todas ellas basadas en la obra de Puzo y dirigidas por el productor y director cinematográfico Francis Ford Coppola entre 1972 y 1977.

## Biografía
Anthony es el hijo de Michael Corleone, el jefe de la familia Corleone, una organización criminal. En su primera aparición es testigo de la muerte de su abuelo Vito, que muere mientras que jugaba con él. Más tarde es un niño que acaba de tomar la comunión, cuando es víctima de un fallido intento de asesinato de Michael, su esposa y su hijo. Su héroe era su tío, Federico Fredo Corleone. Pero este traiciona (posiblemente sin darse cuenta) a su hermano Michael, por lo que este lo manda a matar. Las últimas palabras que Fredo le dirige a Anthony son la revelación de su "secreto" para siempre pescar bien. Según él, rezar un Ave María mientras pesca le otorgaba suerte. En el momento de declararle esto, se disponía a salir a pescar junto con su sobrino, pero Constanza "Connie" Corleone los interrumpe y se lleva al muchacho debido a que Michael quería que volviera a Reno, dejando a Fredo únicamente acompañado por Al Neri, un matón de la familia y posteriormente un caporegime. Según cuenta el escritor Mark Winegardner en su libro The Godfather Returns:
"Una vez estuvieron dentro, la tía Connie le dijo que se fuera a su cuarto. Anthony preguntó por lo de Reno. Ella le dijo que no sabía nada de eso, que se fuera de una vez. Y él se fue.
Desde la ventana de su habitación, el muchacho vio cómo el señor Neri y el tío Fredo se marchaban. Cuando desaparecieron de su vista, se quedó allí aunque no había nada que ver. Anthony estaba solo. No lloró. Se prometió que no lloraría nunca, pasara lo que pasase. Siempre sería un buen chico y tal vez así sus padres volverían a quererse.
Unos minutos después oyó un disparo.
Al cabo de unos instantes, el señor Neri regresó solo en la barca.
Anthony se echó a llorar. Se pasó días llorando.
Durante el complicado divorcio de sus padres, el chico reunió el valor necesario para preguntarle a su padre por lo que había visto. Michael Corleone retiró su demanda por la custodia de sus dos hijos, que le fue concedida a Kay Adams Corleone.
Las frías aguas del lago Tahoe impiden a menudo la formación de esos gases internos que hacen que floten los cadáveres. El cuerpo de Fredo Corleone no apareció jamás. Su sobrino nunca volvió a salir de pesca."
En la siguiente película se lo muestra distante con su padre, debido a que conoce los brutales crímenes de éste, del cual el asesinato de Fredo le afectó más que cualquier otro. Michael quiere que Anthony se vuelva abogado, pero él desea ser cantante de opera, motivado en gran parte por un deseo de distanciarse de su padre por lo que hizo, cosa que finalmente consigue participando luego con éxito en una importante presentación de la obra Cavalleria Rusticana en Sicilia. Durante la presentación ocurren varios asesinatos, tanto dentro del teatro, como el envenenamiento de Altobello, como fuera de este, como la muerte del Papa Juan Pablo I y de su hermana.